# Apocineae

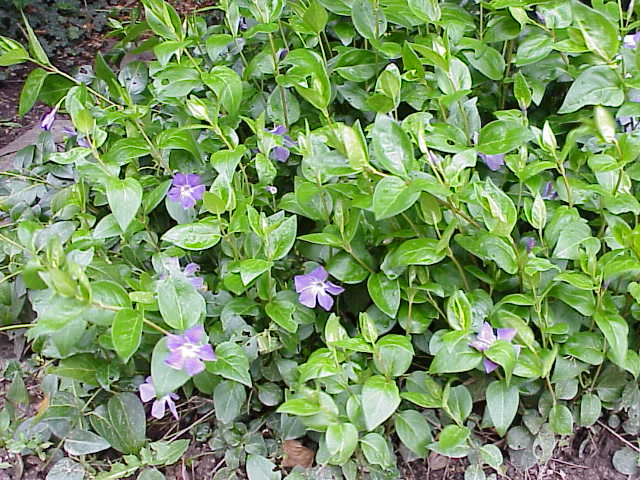
Vinca

Apocineae, na classificação taxonômica de Jussieu (1789), é uma ordem botânica da classe Dicotyledones, Monoclinae (flores hermafroditas ), Monopetalae ( uma pétala), com  corola hipogínica (quando a corola se insere abaixo do nível do ovário).
Apresenta os seguintes gêneros:
- Vinca, Matelea, Ochrosia, Tabernaemontana, Cameraria, Plumeria, Nerium, Echites, Ceropegia, Pergularia, Stapelia, Periploca, Apocinum, Cynanchum, Asclepias, Ambelania, Pacouria, Allamanda, Melodinus, Gynopogon, Raulvolfia, Ophioxylon, Cerbera, Carissa, Strychnos, Theophrasta, Anasser, Fagraea, Gelsemium.